# Euplexia columbina
Euplexia columbina är en fjärilsart som beskrevs av Max Wilhelm Karl Draudt 1950. Euplexia columbina ingår i släktet Euplexia och familjen nattflyn. Inga underarter finns listade i Catalogue of Life.